# ベネディクトゥス11世 (ローマ教皇)
ベネディクトゥス11世（ラテン語:Benedictus  XI, ベネティクト11世; 1240年 - 1304年7月7日、在位：1303年 - 1304年）は、14世紀初めのローマ教皇である。トレヴィーゾ出身、本名はニコラス・ボッカシーニ（Nicholas Boccasini）。
ドミニコ会の出身。教皇選出後、8か月で急死し、毒殺されたともいわれる。当時はアナーニ事件とアヴィニョン捕囚の間の時期で、フランスと教皇庁の困難な関係の中であった。死後、「福者」に列せられる。